# Drosophila fumifera
Drosophila fumifera är en tvåvingeart som beskrevs av Wheeler och Hajimu Takada 1964. Drosophila fumifera ingår i släktet Drosophila och familjen daggflugor.
Artens utbredningsområde är Mikronesien.